# Janice Scroggins
Janice Scroggins (* 1955 in Idabel, Oklahoma; † 27. Mai 2014 in Portland, Oregon) war eine US-amerikanische Blues- und Jazzpianistin, die in der Musikszene von Oregon aktiv war.

## Leben und Wirken
Janice Scroggins erhielt ab drei Jahren Klavierunterricht von ihrer Mutter und ihrer Großmutter, die beide Kirchenorganistinnen waren; letztere prägte ihren am Stride-Piano orientierten Stil. Sie besuchte die afroamerikanische Booker T. Washington School. Musikalisch geprägt wurde sie von Gospelmusikern wie Sister Rosetta Tharpe und Brother Joe May. Später lebte sie in Oakland, bevor sie 1978 mit ihrer Tochter Arietta nach Portland zog. Dort arbeitete sie u. a. mit der Sängerin Linda Hornbuckle und dem Trompeter Thara Memory. 1987 entstand das Album Janice Scroggins Plays Scott Joplin (Flying Heart), das für den Grammy Award nominiert wurde. Im Bereich des Jazz war sie zwischen 1987 und 2008 an acht Aufnahmesessions beteiligt, u. a. mit Eddie Harris und Akbar DePriest. 2013 wurde sie in die Oregon Music Hall of Fame aufgenommen; Anfang 2014 erschien ihr zweites und letztes Album Piano Love. Ihren letzten größeren Auftritt hatte sie Anfang 2014 auf dem Portland Jazz Festival. Sie starb im Mai 2014 an den Folgen eines Herzinfarktes während des Unterrichts am Portland Community College.